# Ivana Lang
Ivana Lang (Zagreb, 15. studenog 1912. – Zagreb, 2. siječnja 1982.), hrvatska skladateljica, klavirska pedagoginja i pijanistica.
Studij klavira završila je 1937. godine na Muzičkoj akademiji u Zagrebu (Antonija Geiger - Eichorn) a kompoziciju je učila privatno kod Franje Dugana i Mile Cipra te kod Josepha Marxa u Salzburgu. Od 1943. godine profesor je glasovira u Glazbenoj školi Vatroslava Lisinskog u Zagrebu. Skladala je orkestralna djela (Koncert za klavir i orkestar), komorna (Bagatela za gudački orkestar i harfu), vokalna (popijevke) i djela za harfu, jednu operu (Kastavski kapetan) te dva baleta (Lažni vitez i Ples sablasti). Napisala je sto deset opusa od čega je najveći dio posvećen glasoviru.
Ivana Lang spada među rijetke žene - skladateljice u suvremenoj hrvatskoj glazbi.

## Životopis

### Djetinjstvo
Otprilike na samom početku 20. stoljeća u gradu Zagrebu koji je tada bio u sastavu Austro - Ugarske monarhije, dana 15. studenog 1912. godine rođena je Ivana Lang u uglednoj zagrebačkoj obitelji. Otac, poznati zagrebački liječnik prim. dr. Artur Lang, bio je niz godina kazališni liječnik u Hrvatskom narodnom kazalištu. Tako je već rano bila uspostavljena veza s kazalištem. Njezin otac osim što je radio kao kazališni liječnik bio je ravnatelj bolnice jer se njegova specijalizacija temeljila na liječenju specijalnih živčanih bolesti i elektroterapiji. Majka Margaretha (rođena Leitgebel) bila je akademska slikarica specijalizirana na području keramike. Bitno je utjecala na samu Ivanu Lang jer je po samoj prirodi bila vrlo muzikalna i time bitno pružala veliku potporu svojoj kćerci.
Već u ranom djetinjstvu pokazivala je sklonost ka glazbi. Voljela se družiti s glasovirom i pomoću tipki smišljati svoje prve melodije. O tome je sama skladateljica kasnije rekla: "Prvi kontakt s tipkama na klaviru privukao me k muzici. Još prije nego što su me roditelji upisali u glazbenu školu, osjetila sam za klavir veliku ljubav, koju još i danas kao pedagog i kompozitor gajim".
Kao osmogodišnjakinja postala je učenica glazbene škole. Njezina prva profesorica klavira bila je čembalistica i pijanistica Margita Matz, supruga Rudolfa Matza. I profesorica Matz brzo je uočila Ivanin stvarateljski dar. Skladateljica je još kao učenica klaviriskim etidama i drugim vježbama na satu voljela dodavati ponešto svojih nota, najčešće smišljajući to svoje "bolje" rješenje na licu mjesta.

### Studij
Godine 1937. na Muzičkoj akademiji stječe diplomu iz glasovira u klasi znamenite pijanistice Antonije Geiger Eichorn. Uz studij glasovira pohađala je i satove kompozicije kod profesora Mile Cipre gdje je imala priliku upoznati nacionalni glazbeni izraz koji je Cipra sustavno koristio u svojim instrumentalnim djelima.
Nakon završetka Muzičke akademije 1937. napušta svoj rodni grad Zagreb na kratko vrijeme kako bi otišla proširit i usavršit svoj studij kompozicije kod Josepha Marxa na Mozarteumu u Salzburgu. Međutim, jednako je tako za vrijeme svog usavršavanja kod Josepha Marxa imala priliku upoznati europsku glazbenu tradiciju kao i suvremena stremljenja što će sve zajedno utjecati na njezin skladateljski rad.

### Stvaralaštvo
Zanimljivo je da muzikologinja Bosiljka Perić Kempf intimistički glazbeni svijet Ivane Lang veže uz također intimistički svijet glasovirskih i vokalnih minijatura Dore Pejačević. I dok je stvaralaštvu Dore Pejačević posvećena objavljena monografija, skladateljski opus Ivane Lang još zahtijeva od hrvatske muzikologije istraživanje i objavljivanje monografije.
Vedar duh Ivane Lang i umjetnička ličnost uvjetovali su da se njena djelatnost odvija na nekoliko područja kao: reproduktivna umjetnica, pedagoginja i skladateljica.
* Reproduktivna umjetnica
Reproduktivnom djelatnošću Ivana Lang se bavila u ranijim danima. Nastupala je izvodeći skladbe domaćih suvremenih skladatelja, ali i vlastite. Vrlo često je nastupala i kao pratiteljica pjevača.
* Pedagoginja
Svoju pedagošku djelatnost s kojom se bavila tijekom cijelog života Ivana Lang započinje u glazbenom studiju Rudolfa Matza ( 1931. – 1941.). Državno namještenje na Učiteljskoj školi u Zagrebu dobiva 1941., a nakon toga neprekidno sve do odlaska u mirovinu 1978. djeluje na Nižoj i Višoj glazbenoj školi "Vatroslav Lisinski" u Zagrebu. Za svoj nesebičan i predan rad Ivana Lang dobiva nagradu škole 1964. u povodu tridesetogodišnjice pedagoškog i skladateljskog rada. Glazbena škola "Vatroslav Lisinski" priredila joj je proslavu u Hrvatskome povijesnome muzeju gdje su se izvodile isključivo njene skladbe. Odlaskom u mirovinu 1978. Ivana Lang i dalje nastavlja svoj pedagoški i stvaralački rad. Nastavila je s davanjem privatnih satova iz glasovira, te je budnim okom pratila napredovanje svojih bivših učenika u svakom daljnjem nastupu i koncertu.
*Skladateljica
Ivana Lang je prvi put osjetila potrebu za skladanjem na satovima kompozicije dok je pohađala Visoku glazbenu školu. Potjecala je iz muzikalne obitelji u kojoj se u najranijim danima njezinog djetinjstva muziciralo. Otac i majka su svirali tamburicu, a majka je također i pjevala. Ljubav za glazbu se prenosila dalje na njezinog pet godina starijeg brata Erwaina, na nju samu, na Rudolfa sina njezinog brata i na samu kćerku skladateljice, Kristinu. Stvaralačke sklonosti Ivane Lang su potencirali i vodili prof. kompozicije Slavko Zlatić koji joj je otkrio ljepotu istarske ljestvice koju će primjenjivati u svojim skladbama, te prof. Ivo Lhotka koji ju je nagovorio na učenje orkestracije. Čitajući pjesme Ivanu Lang su neke potakle i na skladanje. S 26 godina Ivana Lang započinje uglazbljivati pjesme naših poznatih pjesnika poput Dragutina Domjanića i Antuna Gustava Matoša koje će kasnije označiti s opus 1 i opus 2. Popis skladbi uključuje i druge hrvatske pjesnike: Vladimir Vidrić, Frano Alfirević, Nikola Pavić, Filip Valjalo, Neda Brlić (kćerka Ivane Brlić-Mažuranić) i Vesna Parun.
Opusom 109, popijevom Če ni krova ni i opusom 110, Grički dijalog iz 1981. simbolično zatvara krug svoga stvaralaštva, pišući posljednju solo pjesmu na stihove onih istih pjesnika s kojim je i započela svoj dugi skladateljski put — Dragutina Domjanića i Antuna Gustava Matoša.

## Analiza i vrednovanje opusa
» Detaljna i sveobuhvatna analiza, posebice vokalnog opusa Ivane Lang, nužna je pretpostavka za konačno vrednovanje njezine skladateljske ostavštine i njezina mjesta u kontekstu novije hrvatske glazbe. Pojedinačni primjeri pokazuju da je riječ o senzibilnoj skladateljici, nepogrešiva instinkta pri izboru tekstova za vokalne minijature, koje su najviši domet njezina stvaralaštva. Ivana Lang ostavila je iza sebe ne samo stotinjak glazbenih opusa nego i bogatu korespondenciju s mnogim ličnostima tadašnje naše kulturne sredine. Godinama se dopisivala s Mladenom Pozajićem, Brankom Musulin, sarajevskom pijanisticom Sofijom Deželić, slikaricom Pavicom Kaftanić, s Ljubom Kuntarićem te pjesnikinjom Nedom Brlić - Mažuranić. Prijateljske i kolegijalne veze održavala je sa skladateljima Milom Ciprom, Borisom Papandopulom, Milivojem Koerblerom, s Margaritom Matz i njezinim suprugom Rudolfom Matz , s kiparima Janešom i Vanjom Radaušem te slovenskim skladateljem Marijanom Lipovšekom, u čijoj su redakciji u Ljubljani tiskane njezine glasovirske skladbe. 
Svoja razmišljanja o glazbi te svjedočanstva o glazbenom životu Zagreba Ivana Lang ostavila je nekoliko dragocjenih bilježnica dnevnika koje je uredno vodila između 1953. i 1980. godine. Cjelokupna ostavština Ivane Lang, njezine partiture u rukopisu, njezina korespondencija i dnevnik te ostala dokumentacija u posjedu su njezine kćeri Kristine Beck - Kukavčić.
U nekrologu u povodu smrti Ivane Lang 1982. Siniša Hrestak je napisao: »Kao što je Ivana Lang za života bila nepravedno zapostavljena (tijekom svog dugogodišnjeg pedagoškog i skladateljskog rada nije dobila nijednu značajniju nagradu), tako je i pokopana tiho i neprimjetno (bez prisustva službenih predstavnika).« Tim se recima nema danas na žalost što dodati, osim da Ivana Lang dijeli nadalje sudbinu mnogih svojih kolega, koji su iz raznoraznih razloga izbačeni iz hrvatske glazbene povijesti. Prava slika novije hrvatske glazbe bila bi mnogo jasnija kada bi se u njezinoj mozaičnoj strukturi našli i kamenčići skladateljskih ostvarenja upravo tih autora. Među njima jedno od prvih mjesta zauzima fini intimistički opus skladateljice Ivane Lang.« (Bosiljka Perić-Kempf).

## Događaji
Hrvatsko društvo skladatelja je u dvorani Hrvatskog društva skladatelja u 2007. godini održao glazbenu tribinu povodom 95 - te obljetnice rođenja i 25 - te obljetnice smrti Ivane Lang.

## Zanimljivosti
- Grad Zagreb je u godini 2008. u spomen na skladateljicu, klavirsku pedagoginju i pijanisticu imenovao ulicu u naselju Sopnica - Novi Jelkovec (Sesvete).[5]
- Vremena za skladanje Ivana Lang je imala vrlo malo. Profersorske dužnosti, uloga samohrane majke i poslijeratno razdoblje ostavljalo je malo prostora za stvaralački rad. Najbolju inspiraciju postizala je u noćnim satima kada bi sve oko nje utihnulo. Tada je njezino nadahnuće dolazilo do punog izražaja.

- Cijeli njezin veliki stol koji je stajao kraj koncertnog glasovira, uvijek je bio pun notnih zapisa. Svoje notne zapise nakon što bi bili dovršeni uredno bi složila. Sve po dva puta što urednije prepisivala je jer u ono doba nije bilo fotokopirnih aparata. Svaki svoj opus bi dala nekom od svojih bližnjih prijatelja na čuvanje što bi uvijek naglasila ispisujući na originalu ime, prezime i adresu kod kog se nalazi. Svoje radove je spremala u veliku željeznu škrinju koju je zaključavala i to na taj način da bi prvih deset opusa po brojevima poslagala i učvrstila debelom špagicom. Cijeli život je živjela u uvjerenju da u slučaju požara ta velika željezna škrinja odozgo pokrivena kožom ne će izgorjeti.

- Ivana Lang osim što je bila skladateljica, pedagoginja i pijanistica, jedno je vrijeme učila i pjevanje, a dvije godine je i svirala orgulje. Sami jezici su joj bili strast, učila je sedam stranih jezika i to: njemački, engleski, francuski, talijanski, slovenski, mađarski i španjolski. Prva četiri jezika je izvanredno govorila. Bila je po prirodi jako svestrana i sve ju je zanimalo i sama je sve bilježila. To se vidi ponajprije iz njezinih dnevnika koje je vodila između 1953. i 1980. Naravno nije svaki dan stizala pisati, nego bi na stranici označila samo datum i ostavila bi ju potpuno praznu, te krenula na iduću. U njima se nalaze intimističke priče same Ivane Lang, isječci iz novina, programi koncerata i kazališta, dobitni listići na lutriji koju je sama ponekad igrala, razglednice i pisma koja su uredno zalijepljena na takav način da se mogu pročitati itd. Osim dnevnika imala je posebnu bilježnicu koju je nazvala Indeks posuđivanja. Uredno je u jednoj bilježnici vodila i popis izvedbi svojih skladbi dopunjen programima koncerata i novinskim isješcima.

- Hrvatski kipar Vanja Radauš je na nagovor skladateljice Ivane Lang izradio kip Vatroslava Lisinskog koji se i danas čuva u Glazbenoj školi Vatroslava Lisinskog u Zagrebu.

- Skladateljica Ivana Lang udaje se s 37 godina za Marjana Becka s kojim će ostati u braku 3 godine. Taj brak je urodio plodom. Ivana Lang postala je s 38 godina majka rodivši prvo i zadnje dijete, kćerku Kristinu.

- Vrijedi spomenuti našu skladateljicu Doru Pejačević koja je u 38. godini prilikom porođaja rađavši isto tako prvo dijete nažalost umrla dok je ista takva sudbina zamalo zadesila i samu Ivanu Lang. Naime nakon poroda doktori su izjavili: "jedva smo ju spasili".

## Diskografija
CD izdanja
- "Klavir" Tamara Jurkić Sviben (Croatia Records, 2006) Četiri kompozicije, (op. 50):
  - Dječja igra
  - Valcer
  - Tajanstvenim koracima
  - Toccata

- "Dragulji duhovne glazbe" Zagrebački ansambl za duhovnu glazbu (Croatia Records i Hrvatski katolički radio, 1998)
  - Agnus Dei (op. 15)

- "Cl. Debussy, I. Lang, R. Strauss" Lidija Horvat - Dunjko - sopran, glasovirska pratnja Darko Domitrović(DDD STEREO, 1997)
  - Nokturno (op. 29)

- "Mojá zemljá" Oriana Vozila - sopran, glasovirska pratnja Đorđe Manojlović (BeST MUSIC, 1997) Pet istarskih pjesama, (op. 32):
  - Mačji pir
  - Ženila se tuga i nevolja
  - Polne zvoni
  - Peteh kukuriče
  - Rika je bili grad

- Bilo vavek veselo (op. 41)